# Sarracenia purpurea
Sarracenia purpurea là một loài thực vật có hoa trong họ Sarraceniaceae. Loài này được L. miêu tả khoa học đầu tiên năm 1753.

## Hình ảnh

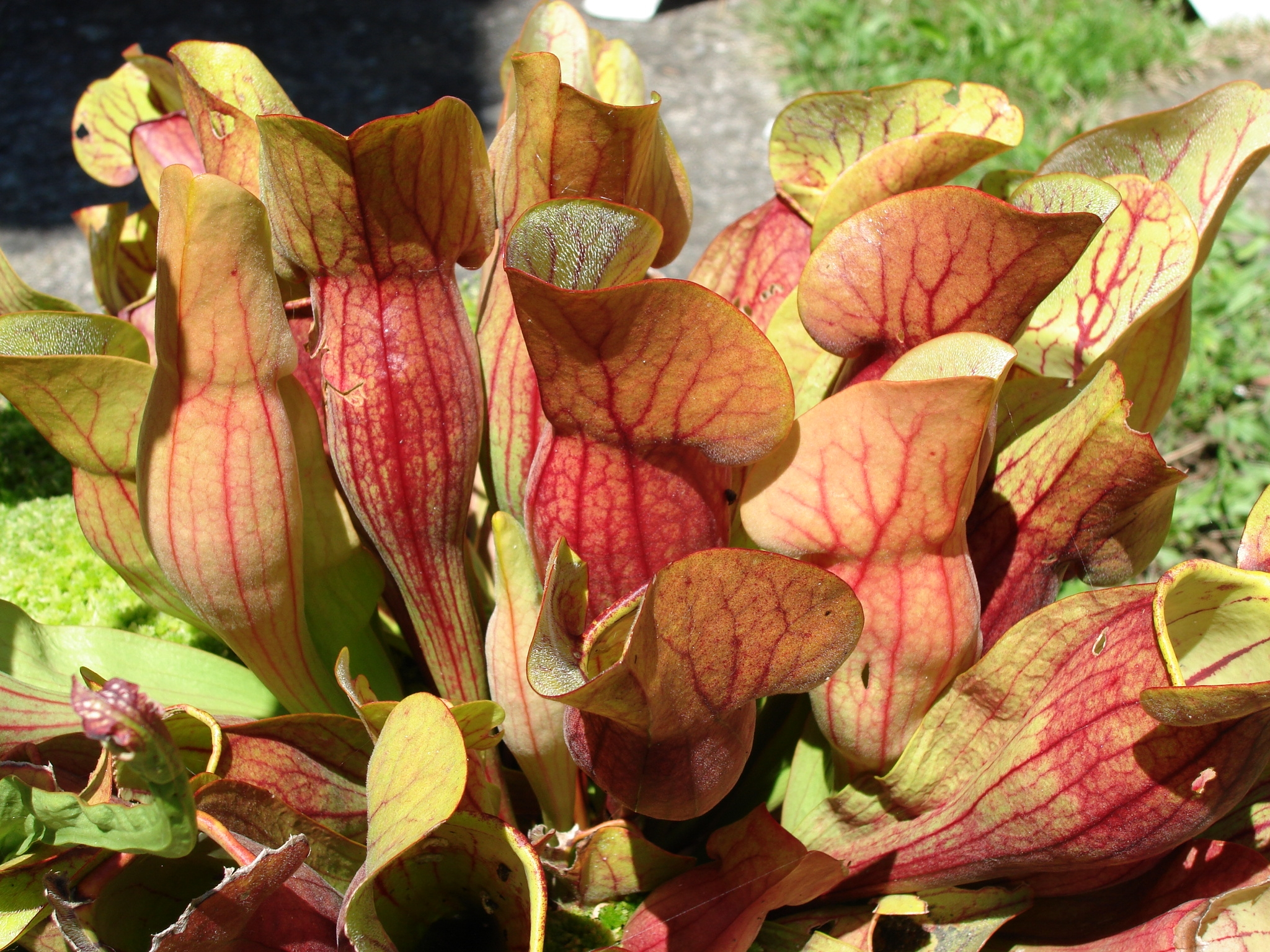
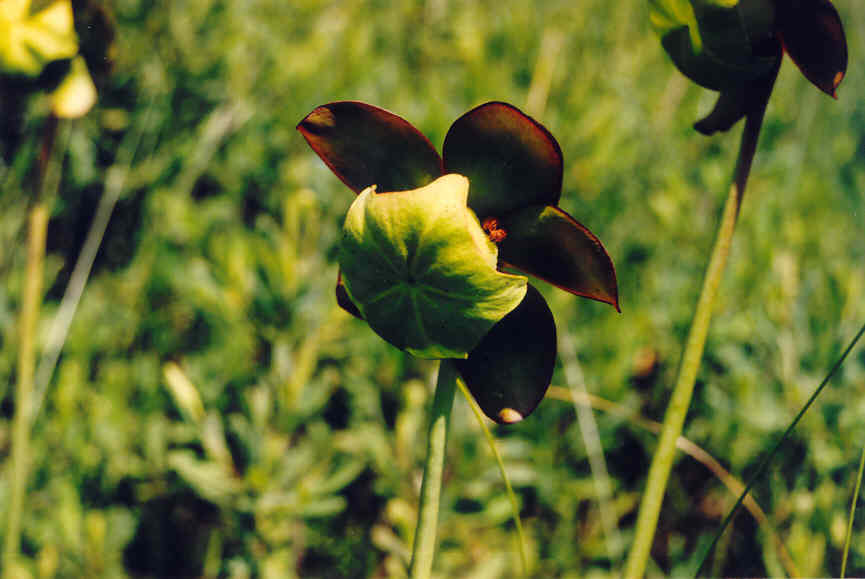
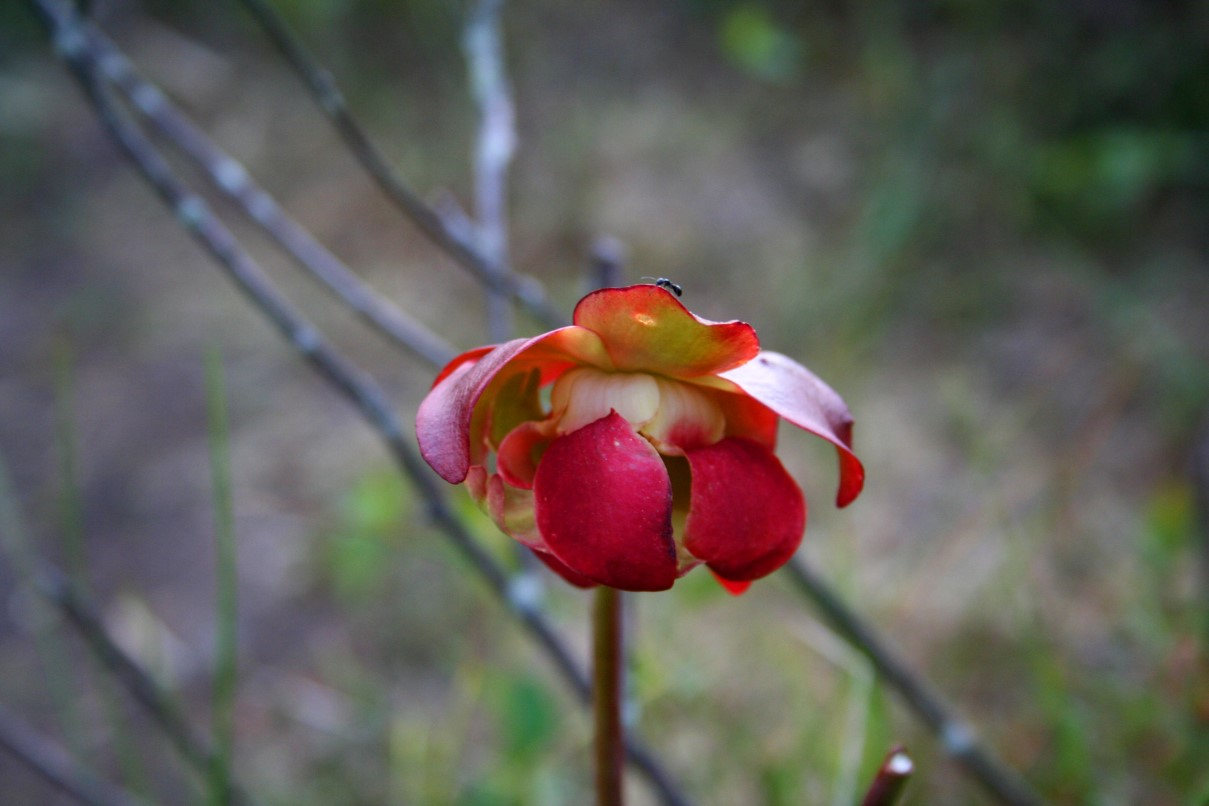
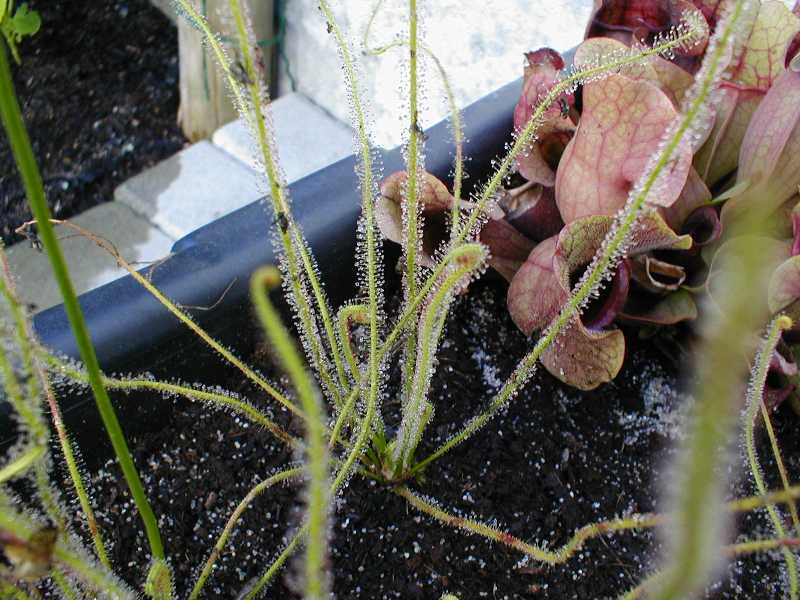
Sarracenia purpurea nằm bên phải ngoài cùng